# Houlletia tigrina
Houlletia tigrina là một loài lan phân bố từ Guatemala đến miền tây Ecuador.

## Hình ảnh

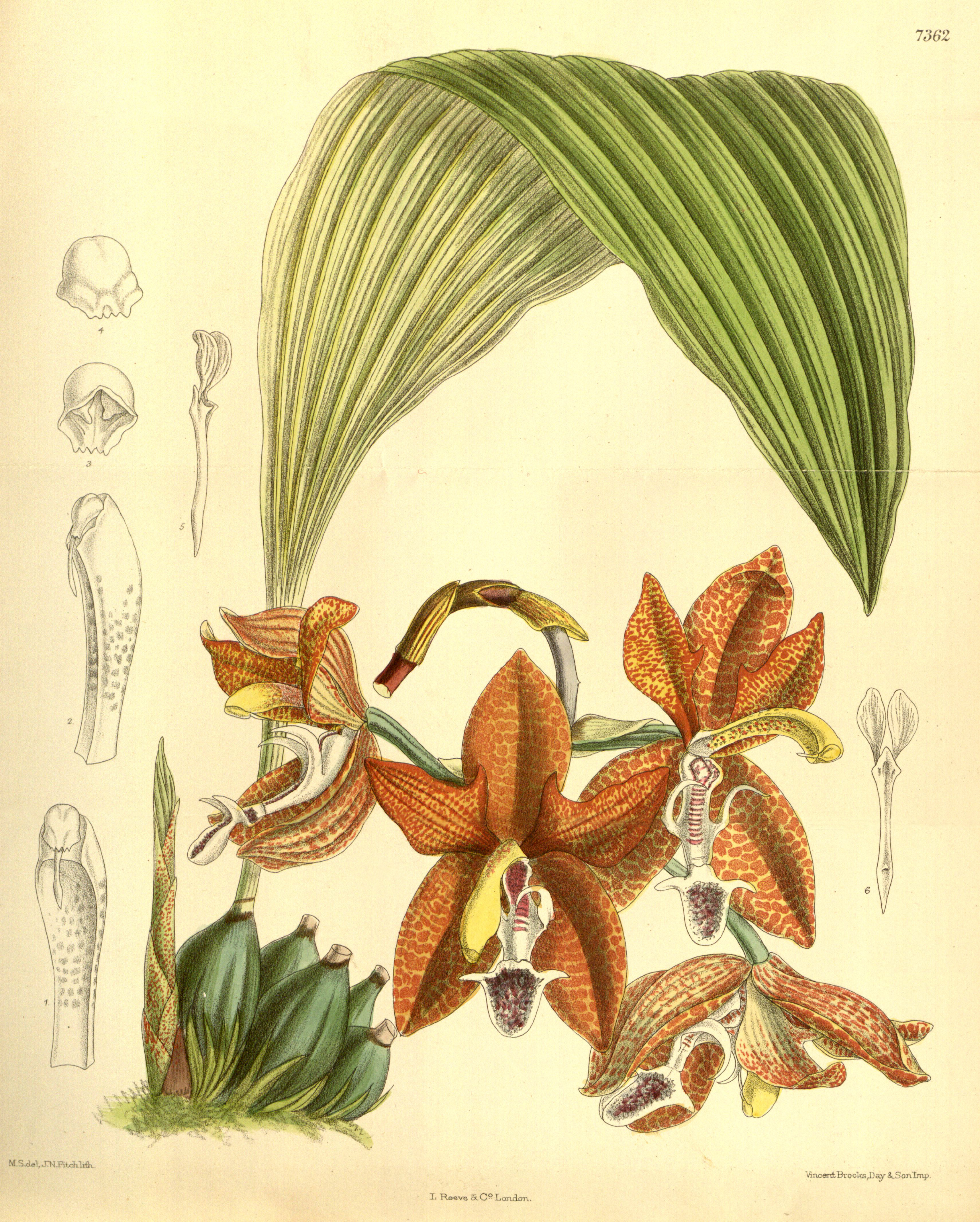